# Јозеф Алкалај
Јозеф Алкалај (Сарајево, 1847 - 24. јун 1898, Сарајево) био је јеврејски новинар и преводилац

## Биографија
Почетно образовање стекао је код рабина Алкалаја у Темишвару. Спадао је у прву европски образовану генерацију јеврејских интелектуалаца у БиХ. Пошто је знао турски језик, запослио се као чиновник вилајетске управе у Сарајеву. Касније је научио њемачки, француски, италијански, шпански и неколико источних језика (арапски, персијски, хебрејски), што му је омогућило чиновничко-новинарску каријеру, прво у турској, а потом и у аустријској администрацији у БиХ. Од 1869. до 1878. живио је у Мостару, гдje је са Мехмедом Хулусијем учествовао у припремању двојезичког листа "Неретва" (на арабици и ћирилици), званичног органа Херцеговачког вилајета (1876), у коме је, са Ристом Алексијевићем, турски текст преводио за издање на српском језику. По доласку аустријске власти радио је као тумач у Земаљској влади.